# Hallsbergs statliga allmänna gymnasium och realskola
Hallsbergs statliga allmänna gymnasium och realskola var ett läroverk i Hallsberg verksamt från 1921 till 1966.

## Historia
Skolbyggnaden, kallad Östra skolan, är från 1892 och användes av Hallsbergs kommunal mellanskola från 1921 och som 1937 blev Hallsbergs samrealskola. 1957 tillkom det treåriga kommunala gymnasiet och före 1963 blev skolan Hallsbergs statliga allmänna gymnasium och realskola. Skolan kommunaliserades 1966 och gymnasiet flyttade då till Alléskolan och högstadiet 1970 till Transtensskolan.
Studentexamen gavs från 1960 till 1968 och realexamen från 1922 till 1967.